# Incarnat Blanc et Noir

Incarnat Blanc et Noir est un conte merveilleux attribué au Chevalier de Mailly et publié dans le tome 31 du Nouveau Cabinet des Fées, en 1786. Il constitue une illustration frappante du motif codifié Z65.1.1 (Red as blood, white as snow, [and black as a raven]) par Stith Thompson, motif que l'on retrouve, avec moins d'insistance, dans d'autres contes, tels que Blanche-Neige.

## Résumé
Un prince tue une corneille dans une campagne en hiver. L'association des trois couleurs – le noir du plumage de l'oiseau, le blanc de la neige et le rouge du sang – font naître en lui le fantasme d'une femme dont « le teint incarnat & blanc seroit relevé par des cheveux d'un noir parfait ». Une voix lui conseille de se rendre dans « l'empire des merveilles », où il trouvera un pommier magique ; s'il y cueille trois fruits pour ne les ouvrir qu'à son retour, il trouvera la beauté qu'il désire.
Après un long et difficile voyage, le prince découvre l'arbre et y cueille trois belles pommes, mais dans son impatience il en ouvre une sur-le-champ : il en sort une belle jeune fille, mais qui lui fait des reproches et disparaît. Il décide d'emporter les deux autres fruits pour ne les ouvrir qu'une fois rentré chez lui, mais une fois sur la mer, il cède à la tentation et ouvre la seconde pomme, d'où sort une seconde jeune fille qui disparaît comme la première. De la troisième pomme, qu'il a gardée intacte jusqu 'à son retour, sort une troisième jeune fille, qu'on appellera Incarnat Blanc et Noir, et que cette fois il épouse.
La guerre l'ayant appelé au loin, il doit laisser sa jeune femme entre les mains de la reine mère, qui, par méchanceté, la fait mourir et la remplace par une autre. A son retour, le prince a du mal à reconnaître son épouse, mais finit par se persuader que c'est bien elle ; toutefois il sombre dans la mélancolie.
Il aperçoit un jour dans les douves du château un poisson dont les écailles sont elles aussi mêlées d'incarnat, blanc et noir. La reine remarque son intérêt et fait pêcher le poisson pour son propre repas. Peu après, le prince découvre un arbre d'une espèce inconnue, ayant les trois mêmes couleurs. La reine le fait arracher et brûler, mais un palais « bâti de rubis, de perles & de jais » s'élève par magie au même endroit. Le prince, fasciné, finit par réussir à y pénétrer, et retrouve à l'intérieur sa première femme. Ils vivront désormais heureux ensemble.

## Analogies et commentaires
Ce conte est bâti sur le thème des Trois Oranges (conte-type AT 408), dont un exemple connu est figuré par Les Trois Cédrats, de Giambattista Basile, qui sera repris dans L'Amour des trois oranges de Carlo Gozzi (1761) ; cette version inspirera elle-même l'opéra du même nom de Sergueï Prokofiev (1921).
Toutefois, ici, tout le conte, bien que s'appuyant également sur le thème de la fiancée substituée, est centré sur le leitmotiv des trois couleurs, rouge, blanc et noir, qui chez Basile ne représente que l'image initiale (une image similaire ouvre le conte de Blanche-Neige des frères Grimm).
Paul Delarue a réutilisé ce titre, modifié, pour son recueil de contes Incarnat Blanc et Or et autres contes méditerranéens.

## Rouge, blanc et noir
L'image qui ouvre ce conte, tout comme le conte de Basile ou celui de Grimm, se trouve déjà dans L'Histoire de Peredur fils d'Evrawc, un conte gallois (XIIIe siècle), partiellement inspiré du roman arthurien de Perceval ou le Conte du Graal de Chrétien de Troyes. Le héros, Peredur, y observe un corbeau qui se pose sur le corps d'un canard tué par un faucon et gisant dans la neige :

« Peredur s'arrêta pour considérer la noirceur du corbeau, la blancheur de la neige et la rougeur du sang : il pensa à la chevelure de la femme qu'il aimait le plus au monde, qui était aussi noire que le jais ; il comparait sa peau à la blancheur de la neige, et la rougeur du sang sur la neige blanche aux deux pommettes rouges sur les joues de la femme qu'il aimait. »

— Anonyme gallois, L'Histoire de Peredur fils d'Evrawc
Dans la version de Chrétien de Troyes, il s'agit d'une oie blessée par un faucon : Perceval s'absorbe dans la contemplation des gouttes de sang sur la neige, couleurs qui lui rappellent son amie Blanchefleur (la couleur noire est toutefois absente ici). Dans les trois cas, le personnage entre à cette vue dans une profonde rêverie. Pierre-Yves Lambert indique en note à propos du passage extrait de Peredur que « ce thème narratif est présent dans la légende irlandaise de "L'exil des fils d'Uisnech" » ; dans ce texte en effet, le père nourricier de Deirdre écorche un veau sur la neige, un corbeau vient boire le sang : Deirdre déclare que l'homme qu'elle aimera aura ces trois couleurs.
Concernant Blanche-Neige, Natacha Rimasson-Fertin indique que dans d'autres versions du conte, soit « la reine, pendant qu'elle se trouve avec le roi dans un traîneau de chasse, épluche une pomme et se coupe le doigt » (Le Conte du genévrier, KHM 47, commence de façon similaire), soit – version bien plus brutale – « le roi et la reine passent près de trois tas de neige, puis près de trois fosses remplies de sang et voient enfin passer trois corbeaux » ; c'est le roi qui dans ce cas souhaite avoir une fille aussi blanche de peau, avec les joues aussi rouges et les cheveux aussi noirs, alors que la reine n'y tient pas. Un motif similaire ouvre, dans le Conte des contes de Basile, le conte IV, 9 (Le Corbeau ; un roi voit un corbeau mort dont le sang éclabousse une dalle de marbre, et souhaite une femme aussi blanche, rouge et noire), et le conte V, 9 (Les Trois Cédrats, plus parodique : Cenzullo se coupe le doigt et saigne au-dessus d'un caillé blanc, et se prend à désirer une femme au teint pareil à ce mélange de couleurs ; le conte précise que l'incident se produit alors qu'il « bâillait aux corneilles qui voletaient »).
Emmanuel Cosquin a consacré une monographie (Le Sang sur la neige) à ce motif dans son ouvrage Les Contes indiens et l’Occident. Conformément à sa ligne générale, il est fervent partisan d'une origine indienne du motif, rappelant toutefois qu'Alfred Nutt le considère comme celtique, et Jacob Grimm (qui l'étudie dans sa préface à l'édition allemande du Pentamerone) comme résultant d'une sorte de génération spontanée commune à « tous les peuples ». Cosquin reproduit notamment un « conte maure » (recueilli à l'origine à Blida, en Algérie) intitulé La Princesse Sang-de-gazelle-sur-la-neige, qui contient un motif proche. Dans le conte berbère de Kabylie Loundja, fille de Tseriel, rapporté par Taos Amrouche, deux jeunes hommes tuent une perdrix dans la montagne, et évoquent Loundja, la seule jeune fille des environs « au teint blanc comme neige et vermeil comme sang ».

Blason de la Confédération d'Allemagne du Nord

Le motif a été codifié Z65.1 par Stith Thompson, qui signale son association courante avec les contes-types AT 516 (Le Fidèle Jean), AT 709 (Blanche-Neige) et AT 720 (Ma mère m'a tué, mon père m'a mangé). Le motif du mythe-source irlandais est codifié Z65.1.1 (Red as blood, white as snow, [and black as a raven] ; la rubrique générale Z65 est intitulée Color Formulas ; il est à noter que Thompson n'a pas recensé d'autre combinaison de couleurs que celle-ci).
On retrouve l'association de ces trois couleurs dans d'autres contextes, comme dans la légende de Glaucos fils de Minos (il s'agit des couleurs successives d'une génisse ramenées par analogie à celles de la mûre) ou dans le conte russe de Vassilissa-la-très-belle (les trois cavaliers symbolisant l'aube, le milieu du jour et la nuit). Dans un conte de Haute-Bretagne recueilli par Geneviève Massignon, La Bête à sept têtes, le héros, ayant tué trois géants, s'approprie leurs chevaux, respectivement noir, rouge et blanc ; il est dit que le cheval rouge est plus fort que le noir, mais que le blanc l'emporte sur les deux autres.
Accessoirement, ces couleurs figuraient sur le drapeau de la Confédération de l'Allemagne du Nord (1866-1871) puis de l'Empire allemand (1871-1918), avant d'être reprises par le Troisième Reich.